# ۱۱۹۶۵ کاتولوس

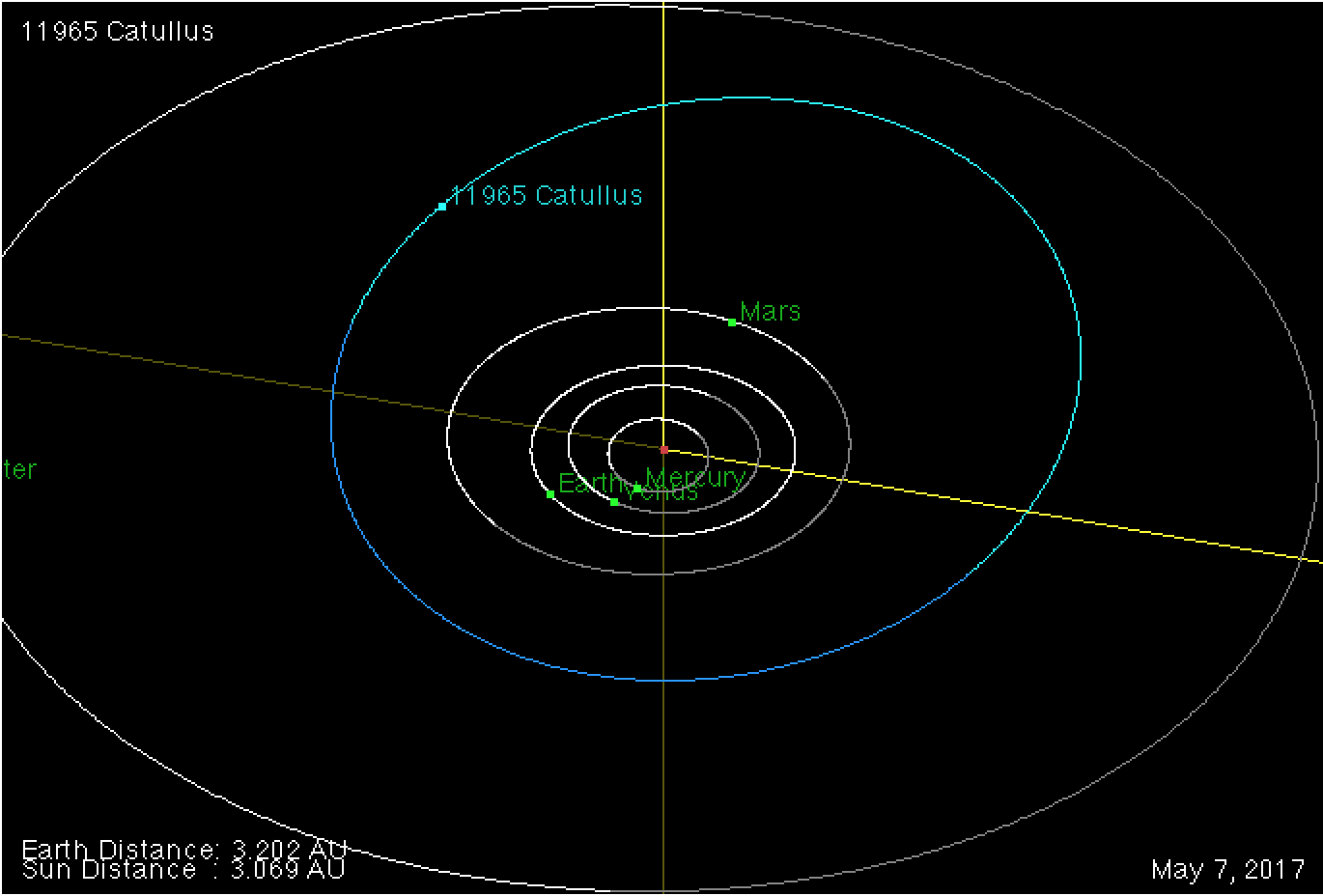
نمایی از محل قرارگیری سیارک ۱۱۹۶۵ کاتولوس در مدار – ۲۰۱۷

سیارک ۱۱۹۶۵ (به انگلیسی: 11965 Catullus، نامگذاری:1994PF20) یازده هزار و نهصد و شصت و پنجمین سیارک کشف شده‌است که در ۱۲ اوت ۱۹۹۴ کشف شد.
قدر مطلق سیارک برابر ۱۹.۵ است.